# الکساندر آکسیونوف
الکساندر آکسیونوف (اوکراینی: Олександр Олександрович Аксьонов؛ زادهٔ ۷ ژانویهٔ ۱۹۹۴) بازیکن فوتبال اهل اوکراین است.
از باشگاه‌هایی که در آن بازی کرده‌است می‌توان به باشگاه فوتبال تاوریا سیمفروپول و باشگاه فوتبال ماریوپول اشاره کرد.